# Секвенирование древней ДНК

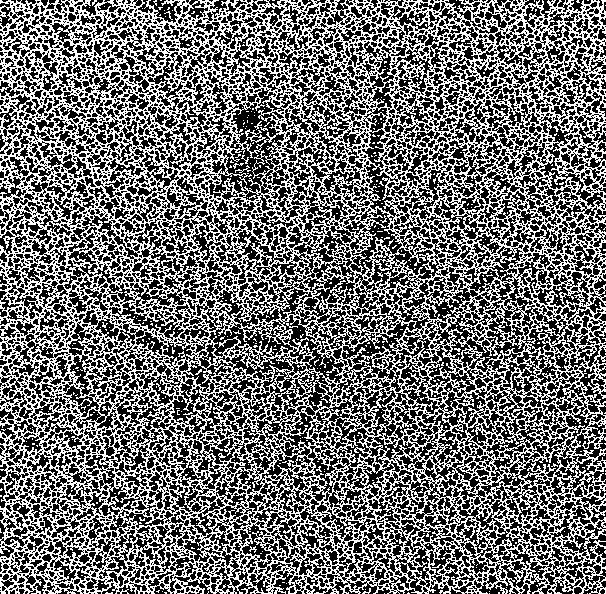
ДНК, выделенная из древнеегипетской мумии возрастом 4000 лет

Секвенирование древней ДНК (от лат. sequentum «последовательность») — определение нуклеотидной последовательности применительно к молекулам ДНК, извлечённым из древних биологических образцов, таких как палеонтологические и археологические находки, мумифицированные останки, засохшие остатки растений, копролиты. Анализ нуклеотидных последовательностей, полученных секвенированием древней ДНК, позволяют установить филогенетические отношения между видами и проверять гипотезы о связи изменений в окружающей среде и эволюционных изменений популяций, а также предоставляют информацию для калибровки молекулярных часов.
При работе с древней ДНК исследователи сталкиваются со множеством проблем, связанных с сохранностью образцов. ДНК может деградировать с течением времени, химически модифицироваться. Микроорганизмы, участвующие в разложении останков, не только нарушают целостность тканей, но и вносят в образец собственную ДНК, тем самым усложняя процесс выделения древней ДНК и биоинформатического анализа полученных данных. Такие методы, как секвенирование нового поколения и обогащение ДНК-библиотек путём гибридизации позволяют заметно увеличить количество получаемых из образцов информации.
Проведен анализ ДНК ряда древних животных, в том числе мамонта и пещерного медведя. Анализ ДНК из человеческих останков позволил выделить новую группу древних людей — денисовцев, а также выявить детали происхождения современных этнических групп. Ряд открытий был сделан в результате анализа древней ДНК болезнетворных микроорганизмов: произведен анализ генома чумной палочки из лондонских захоронений XIV века и гриба фитофторы из образцов XIX века.

## История
Исследования древней ДНК начались в 1984 году с секвенирования фрагмента митохондриальной ДНК (мтДНК) вымершей во второй половине XIX квагги, подвида бурчелловой зебры. Было обнаружено, что ДНК не только сохраняется на протяжении более полутора веков, но также может быть частично выделена и секвенирована. Вскоре после этого Сванте Паабо секвенировал образцы, полученные из человеческих мумий.
В этих исследованиях ученый использовал бактериальное клонирование для амплификации фрагментов ДНК. Оказалось, что большая часть ДНК в образцах имеет бактериальное или грибное происхождение, а поддающаяся амплификации эндогенная ДНК состоит в основном из коротких повреждённых фрагментов многокопийных локусов (например, мтДНК) и составляет малую часть исследованной ДНК. Изобретение полимеразной цепной реакции (ПЦР) позволило амплифицировать даже немногочисленные сохранившиеся фрагменты ДНК и дало толчок к развитию этой области, однако также увеличило чувствительность результатов к контаминации.

## Области применения
Исследование древней ДНК имеет важное значение для таких областей науки как генетика, палеозоология, палеоэпидемология, антропология (особенно палеоантропология) и археология. Также эта область стала частью методологии палеогенетики.
Анализ древней ДНК может использоваться для оценки эволюционной близости таксономических групп давно вымерших или сильно изменившихся организмов, конкретные родственные связи которых выяснить иными способами крайне затруднительно. Особое внимание здесь уделяется областям высокой изменчивости — участкам ДНК, где мутации происходят часто. В частности, это короткие тандемные повторы (STR) и однонуклеотидные полиморфизмы (SNP). Анализ митохондриальной ДНК дает более точную информацию в контексте этого метода, так как митохондриальная ДНК имеет гораздо большее количество копий по сравнению с ядерной ДНК (около 1000 копий митохондриальных ДНК и 2 копии ядерной ДНК на клетку).
Анализ древней ДНК также позволяет устанавливать половую принадлежность скелетных останков представителей видов, женские и мужские особи которых отличаются набором половых хромосом, что особенно важно, когда другие методы, например антропометрия, не могут дать точного ответа.
Данный метод находит свое применение и в контексте палеоэпидемологии. Диагностику заболеваний по скелетным останкам и изучение древних пандемий крайне сложно проводить без анализа ДНК возбудителей, сохранившейся в останках больных. Такие исследования стали возможны только в 1990 годах, что позволило прослеживать как эволюцию инфекционных бактериальных штаммов и вирусов, так и их распространение, а также сопоставлять детектируемые по останкам симптомы болезни с современными знаниями о конкретном заболевании.

## Технические сложности

### Деградация ДНК
Обычно после смерти организма ДНК расщепляется эндогенными нуклеазами. Этого не происходит, если нуклеазы оказываются быстро разрушены или инактивированы, например, вследствие обезвоживания останков, низких температур или большой концентрации соли.
Даже в этом случае ДНК со временем повреждается в результате случайного гидролиза или окисления. К гидролитическим повреждениям относятся разрушение фосфатного остова цепи, депуринизация (соответствующая позиция остается без азотистого основания) и дезаминирование. Чаще происходит дезаминирование цитозина в урацил, метилированный цитозин (5-метил-цитозин) дезаминируется в тимин; реже аденин превращается в гипоксантин, который комплементарен цитозину, а не тимину, что ведет к неправильному прочтению при секвенировании. Эти повреждения происходят и в живых клетках, однако там они устраняются в процессе репарации.
Кроме того, возникают поперечные сшивки между цепями спирали ДНК из-за алкилирования или сшивки ДНК с различными молекулами в результате реакции Майяра. Как и разрывы цепи, поперечные сшивки мешают амплификации при ПЦР.
Перед секвенированием древнюю ДНК подвергают специальной обработке, чтобы удалить продукты дезаминирования и поперечные сшивки. Средняя длина амплифицируемых фрагментов древней ДНК часто не превосходит 100 пар нуклеотидов, причём для находок из одного места раскопок средняя длина фрагментов убывает с увеличением возраста находки. Современные протоколы секвенирования древней ДНК учитывают эту особенность; в частности, вместо отжига праймеров на фрагменты ДНК к концам фрагментов присоединяются адаптеры, а праймерами служат олигонуклеотиды, комплементарные адаптерам.
При низких температурах деградация ДНК идет медленнее, что обеспечивает хорошую сохранность ДНК в образцах, найденных в районе вечной мерзлоты. Однако считается, что даже в идеальных условиях ДНК не может сохраняться на протяжении более 1 млн лет.

### Примесь чужеродной ДНК
Часто вследствие загрязнения, или контаминации, лишь малая доля ДНК в образце имеет эндогенное происхождение. Лучшие в этом отношении образцы содержат до 90 % эндогенной ДНК.
Археологические образцы всегда содержат некоторое количество ДНК бактерий и грибов, которые колонизируют останки, пока те лежат в земле.
Кроме того, в процессе исследования древней ДНК в образец может попасть человеческая или микробная ДНК, присутствующая в любой лаборатории. В отличие от древней ДНК современная хорошо амплифицируется при ПЦР. Продукты ПЦР, содержащие амплифицированную современную ДНК, могут распространиться по лаборатории и увеличить таким образом степень контаминации.
Для профилактики лабораторной контаминации рекомендуется продолжительная обработка оборудования ультрафиолетом или кислотой и соблюдение требований протокола работы в ПЦР-лабораториях. Исследование древней ДНК не должно проводиться в лаборатории, где ранее изучались современные образцы, особенно близких видов.
Многие археологические образцы, особенно найденные до появления современных молекулярно-биологических методов, подверглись контаминации в процессе извлечения и исследования. Если образец был найден несколько десятилетий назад, человеческая ДНК, которой он загрязнен, может обладать всеми признаками древней ДНК. Кости и зубы имеют пористую поверхность, что делает проблематичной их очистку от современной ДНК. Волосы оказываются в этом отношении предпочтительнее: содержащаяся в них ДНК малодоступна для бактерий, а гидрофобная поверхность позволяет очистить их перед извлечением ДНК.
В этом случае совпадение последовательностей, полученных в результате независимого исследования разных частей образца (например, бедра и зубов) в разных лабораториях свидетельствует в пользу истинности результата.
В случае человеческих останков контаминация современной человеческой ДНК может приводить к ошибкам при исследовании филогении и популяционной генетики.
Существует статистический метод, позволяющий отличать древнюю ДНК от современной по паттерну дезаминирования.
Если известно, что образец ДНК принадлежит женщине, можно картировать отсеквенированные последовательности на Y-хромосому и детектировать таким образом попадание в образец мужской ДНК.
Если исследуется ДНК нечеловеческого происхождения, очевидным способом проверки на контаминацию является картирование полученных при секвенировании чтений на человеческий геном, а также на геномы других организмов в случае, если они могли быть источниками контаминации. При секвенировании древней бактериальной ДНК проблема состоит также в том, что известны геномы далеко не всех существующих ныне бактерий, так что из того, что полученная последовательность не входит в известные бактериальные геномы, нельзя заключить, что она принадлежит древней бактерии, а не получена в результате контаминации.

### Вставки мтДНК и хпДНК в хромосомах
Вставки митохондриальной и пластидной ДНК часто встречаются в ядерной ДНК. При исследовании древних образцов ДНК нельзя выделить ДНК органелл, поэтому эти вставки могут быть источником ошибок, так как их не всегда легко отличить по последовательности от настоящей мтДНК или хпДНК. Если такие вставки будут приняты за ДНК органелл, это может исказить результаты исследования филогении или популяционной генетики.

## Методы обработки древней ДНК
В качестве источника древней ДНК часто стараются использовать сохранившиеся части тела, не представляющие большого интереса с точки зрения анатомического строения. Из-за описанных выше процессов в большинстве древних образцов содержание интересующей исследователей древней ДНК очень мало — всего около 1 %. Это количество сильно варьирует в зависимости от природы образца. Последние исследования показывают, что значительно больший выход эндогенной ДНК из останков предков человека достигается при выделении материала из зубов и каменистой части височной кости.
Первым шагом является измельчение образца и выделение ДНК. В случае костных остатков используют пескоструйные пистолеты или специализированные дрели для первичной фрагментации. Далее частицы ещё более измельчаются (до порошкообразного состояния) на перемешивающих мельницах. Порошок последовательно обрабатывается набором реагентов и подвергается центрифугированию для очистки ДНК от минералов и прочих примесей.
Следующий этап — изготовление ДНК-библиотек и их обогащение путем гибридизации. Непосредственное получение нуклеотидной последовательности осуществляется путем секвенирования нового поколения.
В 2012 году в статье журнала Methods of Molecular Biology были представлены возможные методы выделения древней ДНК из сохранившихся растительных образцов. Как и в случае с древней ДНК животных, палеорастительные образцы доходят в сохранном виде до нашего времени зачастую из-за охлаждения во время масштабных оледенений.

## «Допотопная» ДНК
«Допотопной» (англ. antediluvian) была названа ДНК старше 1 миллиона лет. Название было предложено в 1993 году Томасом Линдалом (Tomas Lindahl) в обзоре в Nature. В 1990-е годы появились сообщения о секвенировании ДНК, сохранившейся на протяжении миллионов лет в ископаемых остатках растений, костях динозавров и инклюзах в янтаре. Некоторые из этих результатов с большой вероятностью являются следствием контаминации, другие оказались невоспроизводимы. Например, в ответ на публикацию в Science о секвенировании фрагмента митохондриальной ДНК из кости динозавра мелового периода (80 млн лет назад), вышли заметки, в одной из которых было указано, что при построении филогенетического дерева последовательность из кости динозавра кластеризуется с человеческой, а не с ортологичным участком из мтДНК птиц или крокодила, что свидетельствует о большой вероятности контаминации; в другой заметке высказывалось предположение, что последовательность, приписанная динозавру, — это на самом деле древняя вставка мтДНК в человеческой хромосоме, попавшей в образец.

## ДНК животных плейстоцена
Хорошо сохранившиеся образцы позволяют частично, а в некоторых случаях даже полностью секвенировать ядерный геном. В 2008 году была секвенирована ДНК, полученная из шерсти двух мамонтов, умерших около 20 и 59 тысяч лет назад. Картирование на черновую сборку генома африканского слона позволило оценить долю эндогенной ДНК в этих образцах в 90 % и 58 % соответственно; большую часть загрязнения в обоих случаях составили бактериальная ДНК и последовательности, происхождение которых определить не удалось. Полученные данные позволили оценить время расхождения между мамонтом и африканским слоном в 7,5 млн лет, а время расхождения между двумя линиями мамонта, для которых были взяты образцы, — в 1,5-2 млн лет. При этом секвенированная ДНК мамонтов совпадает со слоновьей на 99,41 % на нуклеотидном уровне и 99,78 % на аминокислотном уровне (то есть различие составляет примерно 1 остаток на белок). Принадлежность М4 и М25 к разным кладам была установлена ранее на основе секвенирования митохондриальной ДНК, и новая оценка на время расхождения согласуется с оценкой по мтДНК и уточняет последнюю. Одной из целей секвенирования мамонта было определение функционально важных аминокислотных различий между мамонтом и слоном. Были отобраны 92 различия между этими видами, которые могут иметь функциональное значение, и часть из которых, возможно, находилась под положительным отбором.
В одном из более ранних исследований в качестве образцов были взяты хорошо сохранившиеся при низких температурах останки восьми мамонтов из Музея мамонта в Хатанге. Для лучшего из отобранных образцов 45,4 % фрагментов ДНК выравнивались на сборку генома слона, при этом сходство между ДНК слона и мамонта составило 98,55 % без поправки на увеличение числа различий из-за дезаминации.
В 2013 году была получена черновая версия генома древней лошади. Возраст образца оценивается в 560—780 тысяч лет. По состоянию на конец 2013 года это самый древний полный ядерный геном. Также были секвенированы ДНК лошади из позднего плейстоцена (~43 тысячи лет назад), пяти современных пород лошадей, лошади Пржевальского и осла. Филогенетический анализ показал, что последний общий предок всего рода Лошади жил 4-4,5 миллиона лет назад, что оказалось вдвое больше принятой до того оценки; популяции предков лошади Пржевальского и домашней лошади разошлись 38-72 тысячи лет назад. В том же году была восстановлена последовательность митохондриальной ДНК пещерного медведя из испанской Пещеры Костей, жившего в среднем плейстоцене 179—680 тыс. лет назад, причём техника подготовки древней ДНК к секвенированию была оптимизирована для лучшего прочтения коротких (30-50 пн) фрагментов. По состоянию на октябрь 2013-го, древний геном отсеквенирован с покрытием больше единицы только для таких позвоночных, как человек, белый медведь и лошадь.

## ДНК древних людей

### Неандертальцы
Первым шагом в изучении генетического материала неандертальцев была работа с митохондриальной ДНК, выделенной из костей, которые были обнаружены в 1856 году в долине реки Неандерталь (Германия). В 2006 году был начат проект по секвенированию полного генома неандертальца. В работе использовалась ДНК останков из пещеры Виндия в Хорватии, а также из некоторых других костей. Выравнивание полученного генома вместе с геномом современного человека и геномом шимпанзе, позволило грубо оценить время расхождения современного человека и неандертальца в 270—440 тыс. лет в предположении, что человек и шимпанзе разошлись 6,5 млн лет назад.
Геномы неандертальцев из пещеры Сидрон (Испания), пещеры Фельдхофер (Германия), Мезмайской пещеры (Россия) незначительно отличаются от первого.
Секвенирование ДНК древних людей даёт надежду установить функциональные геномные мутации, которые отличают древнего человека от обезьяны, а также проследить отличия современного человека от древних людей. Исследование выявило удивительно малое количество зафиксировавшихся замен в геноме за довольно долгое время. Было найдено всего лишь 5 генов, в которых у современного человека зафиксировалось больше одной замены, меняющей структуру белка (по сравнению с неандертальцем, который в этих локусах совпал с шимпанзе): RPTN, SPAG17, CAN15, TTF1 и PCD16.
Сравнение разнообразия SNP для неандертальцев и современного человека позволяет локализовать мишени положительного отбора в геноме. Самый обширный такой участок генома, выявленный анализом различий SNP, принадлежит гену THADA, и SNP в ближайшем его окружении ассоциированы с диабетом 2 типа, а экспрессия этого гена существенно различается для больных диабетом и здоровых людей. В этом же регионе была обнаружена вставка 9 нуклеотидов в геноме человека, которая отсутствует у всех известных геномов от мыши до приматов и у неандертальца. Также SNP в других регионах ассоциируются с шизофренией, синдромом Дауна, аутизмом. Интерес представляет ген RUNX2, который является единственным известным на данный момент геном, связанным с развитием ключично-черепного дизостоза.
Анализ SNP также выявляет примесь генетического материала неандертальцев в ДНК неафриканцев, что подтверждает теорию о скрещивании неандертальцев с современными людьми, произошедшем после выхода популяции последних из Африки.

### Денисовцы
Именно анализ древней ДНК позволил обнаружить этот вид древних людей — изначально считалось, что найденные в Денисовой пещере фрагменты скелета (две фаланги пальцев и три коренных зуба) принадлежат неандертальцам. Секвенирование митохондриальной ДНК останков опровергло теорию и показало, что они принадлежат отдельной группе. Различие денисовцев и современных людей в 2 раза превышает различие неандертальцев и современных людей, однако для ядерной ДНК эти различия имеют одинаковый порядок.
Возможное объяснение состоит в том, что денисовцы и неандертальцы происходят от общего предка, который ранее отделился от ветви будущего современного человека. Эту гипотезу подтвердило сравнение двух геномов древних людей (денисовец, неандерталец) и пяти геномов современных людей (представителей Франции, Китая, Папуа — Новой Гвинеи, африканских народностей йоруба и бушменов), а также выравнивание геномов денисовцев, неандертальцев и африканцев йоруба на геном шимпанзе. Помимо этого, исследование показало, что денисовцы и неандертальцы являются сестринскими группами.
Также было показано, что денисовцы, как и неандертальцы, скрещивались с некоторыми неафриканскими популяциями современных людей: примесь ДНК неандертальцев присутствует во всех неафриканских группах, а примесь денисовцев — у папуасов и меланезийцев.
Филогенетические выводы по данным ядерной и митохондриальной ДНК расходятся. Это может объясняться, тем, что мтДНК денисовцев происходит из некой древней линии, которая не прижилась в неандертальцах и современных людях. Большой размер древних популяций делает эту гипотезу правдоподобной, хотя для однозначного разрешения этой проблемы данных пока недостаточно.

### Гейдельбергский человек
Анализ практически полного митохондриального генома гейдельбергского человека из Пещеры Костей позволил оценить возраст находки в 150—640 тысяч лет и показал, что митохондриальные геномы более схожи для гейдельбергского человека и денисовцев, чем для указанных видов и неандертальца, хотя по морфологическим признакам люди из Пещеры Костей близки к неандертальцам. Есть несколько возможных объяснений. Люди из Пещеры Костей могут представлять группу, отличную и от неандертальцев, и от денисовцев, которая внесла вклад в денисовскую мтДНК, но эта версия не объясняет морфологических черт неандертальцев у вида, напрямую с ними не связанного. Второе возможное объяснение состоит в том, что гейдельбергские люди относятся к общим предкам неандертальцев и денисовцев, однако эта версия предполагает существование в этой группе двух сильно разошедшихся линий мтДНК, предковых для неандертальцев и денисовцев. В третьих, не исключено влияние малоисследованных подвидов человека, которые могли сделать вклад в мтДНК гейдельберских людей и денисовцев. Анализ ядерной ДНК может прояснить картину.

## Древняя эпигенетика
Информация о метилировании цитозинов в CpG может быть восстановлена непосредственно по данным секвенирования. При дезаминировании, которое происходит случайно с течением времени, неметилированный цитозин превращается в урацил, а метилированный — в тимин. Протокол секвенирования древней ДНК предполагает обработку ДНК урацил-ДНК-гликозилазой и эндонуклеазой VIII, в результате которой урацил удаляется и молекула ДНК раскусывается в соответствующем месте с удалением поврежденного нуклеотида. В результате при секвенировании для тех позиций, где цитозин был метилирован, будет получен большой процент чтений с Т, а неметилированный цитозин прочитается как C по тем молекулам, где дезаминирование в этом месте не произошло.
По последовательности ДНК, извлечённой из волос 4000-летних останков палеоэскимоса удалось построить полногеномную карту расположения нуклеосом и метилирования, причём профиль метилирования оказался близок к тому, что наблюдается в волосах современного человека.
Также восстановлена карта метилирования для неандертальцев и денисовцев. Их метилом оказался похож на метилом современного человека, особенно в районе генов «домашнего хозяйства», однако найдено около 2000 областей со значимыми отличиями в метилировании. В частности, у древних людей найдены заметилированные участки в кластере HOXD, задействованном в регуляции развития конечностей, что может объяснять такие анатомические различия между ними и современными людьми, как менее длинные конечности, крупные кисти, широкие локтевые и коленные суставы.

## Патогены
Современные методы экстракции и секвенирования древней ДНК позволяют проводить исследования патогенов, полученных из останков давно умерших от болезни людей. Филогенетический анализ полученных образцов позволяет восстанавливать эволюцию болезнетворных организмов. Секвенированы средневековые штаммы чумной палочки и палочки Хансена, а также штамм палочки Коха XIX-го века.

### Чумная палочка
Исследования древней ДНК чумной палочки (Yersinia pestis), полученных из лондонских захоронений жертв «Чёрной смерти» установили, что чумная палочка того времени, если не считать возможных геномных перестроек, характерных для этого вида, и ограничиться однонуклеотидными полиморфизмами, мало отличалась от современных штаммов. Более того, для всех полиморфизмов, отличающих её от современного штамма, в ней присутствовал вариант предка чумной палочки — Y. pseudotuberculosis. Эти данные позволяют предполагать, что генотип древней чумной палочки не являлся главной причиной её высокой вирулентности в то время и, возможно, его вклад был наравне с вкладом таких факторов, как генетически обусловленная восприимчивость носителей, климат, социальные условия, взаимодействия с другими болезнями.
При помощи филогенетического анализа был установлен временной интервал, в который жил последний общий предок всех современных патогенных для человека штаммов чумной палочки: 1282—1343 года, причём древняя бактерия оказалась ближе всего к предковому узлу филогенетического дерева.

### Фитофтора
В 2013 году было опубликовано показательное исследование в области секвенирования старых патогенов, посвященное не существующим ныне штаммам фитофторы (Phytophthora infestans), которые вызвали Ирландский картофельный голод в середине XIX века. Генетический материал этих патогенов был выделен из сохраненных листьев картофеля и томата разного времени. До настоящего времени, ввиду отсутствия методов секвенирования, анализ данных был невозможен. Ученые провели анализ разных штаммов патогенов, выделив родственные штаммы из растений в Ирландии, Северной Америки и Европы. Исследования показали, что группа штаммов вызвавшая вышеупомянутый голод (HERB-1) и Северо-Американская группа (US-1) имели последнего общего предка предположительно на территории Мексики на рубеже XVIII и XIX веков.
Это исследование особенно интересно с точки зрения подходов к анализу древней ДНК возбудителей прошедших эпидемий как животных, так и растений. Данная область находится на раннем этапе своего развития, однако в случае систематического создания биологических банков, подобные знания могут значительно способствовать ускоренному поиску противомикробных препаратов в ближайшем будущем, в случае возникновения эпидемий, вызванных родственными возбудителями.